# Desinfectant

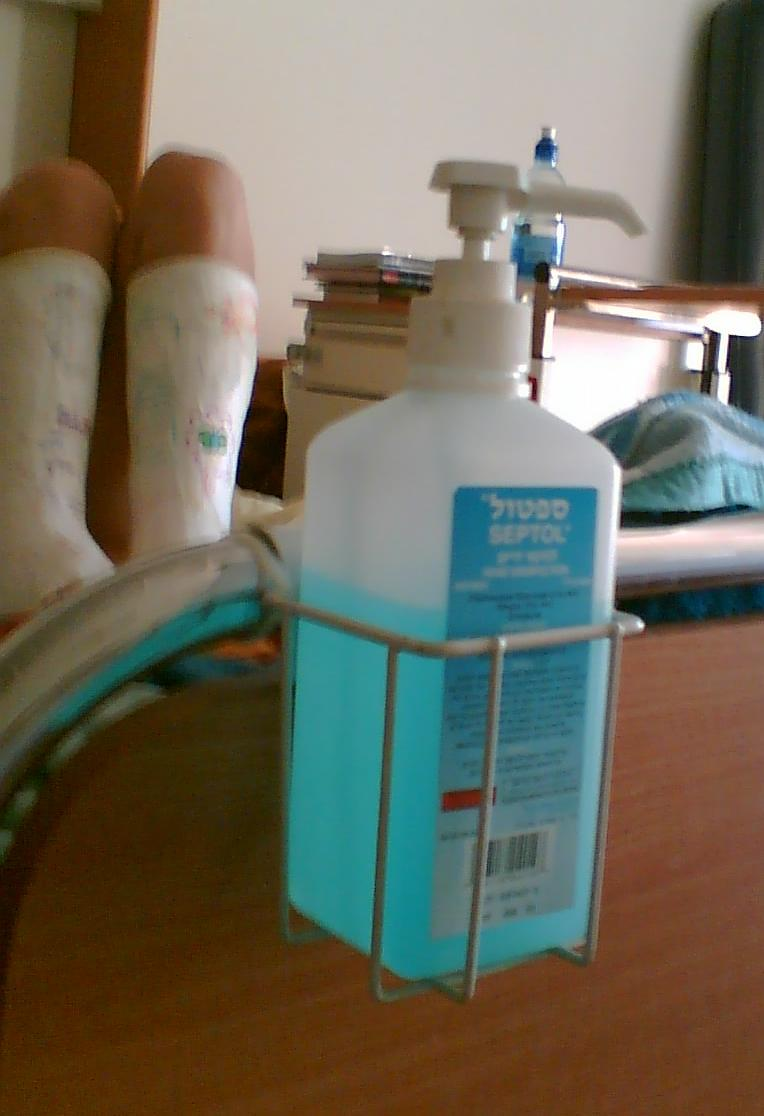
Líquid desinfectant al costat d'un llit d'hospital.

La desinfecció és un procés físic o químic que mata o inactiva agents patògens de bacteris, virus i protozous impedint la proliferació de microorganismes patògens en fase vegetativa que es troben en organismes vius. Els desinfectants són substàncies que s'apliquen a objectes per a destruir els microorganismes que hi visquin. La desinfecció no necessàriament ha de matar tots els microorganismes, especialment les espores bacterianes no resistents; és menys efectiva que l'esterilització microbiològica, la qual mata tots els tipus de vida. Els desinfectants són diferents d'altres agents antimicrobians com els antibiòtics, els quals destrueixen els microorganismes dins del cos, i els antisèptics, els quals destrueixen els microorganismes en els teixits biològics. Els desinfectants són un tipus de biocida que tracta d'eliminar específicament els microorganismes. Els desinfectants lluny d'eliminar totalment la presència de microbis, redueixen els organismes nocius a un nivell que no afecten negativament la salut ni la qualitat dels béns peribles. Els "sanititzantsn" (sanitisers en anglès) són substàncies que alhora que netegen desinfecten. Les endòspores bacterianes majoritàriament són resistents als desinfectants, però alguns virus i bacteris tenen alguna tolerància. Els desinfectants s'usen de manera freqüent en hospitals, cirurgia dental, la cuina, i les cambres de bany per matar organismes infecciosos.
Un desinfectant ideal hauria d'oferir una completa i total esterilització microbiològica, sense fer mal a altres formes de vida, ser de cost econòmic i no corrosiu. Però no existeix aquest desinfectant ideal. Molts desinfectants són de naturalesa perillosa pels humans i animals. Els bacteris en alguns casos poden crear resistència al producte que s'aplica per matar-los.

## Tipus de desinfectants
El desinfectants se solen classificar en funció de la família química del seu agent actiu. És habitual l'ús d'agents oxidants que oxiden la membrana cel·lular dels microorganismes com els derivat del clor i l'oxigen. Entre els que no són classificats entre els grans grups hi ha:
- Desinfectants de l'aire com el propilenglicol i trietilenglicol.[3]
- Alcohols, normalment etanol o isopropanol però és més corrent el seu ús com antisèptics, desnaturalitzen les proteïnes de la membrana externa.[4]
- Aldehids com els formaldehid i glutaraldehid que són esporocides i fungicides.
- Peròxid d'hidrogen (aigua oxigenada).
- Iode normalment dissolt en solvents orgànics. Es fa servir en la indústria de l'aviram afegint-lo a l'aigua de beguda de les aus. En humans és usual prèvia la cirurgia.
- Ozó utilitzat per a potabilitzar l'aigua, el seu alt poder oxidant redueix la càrrega microbiana i la matèria orgànica dissolta i en suspensió, no obstant la seva persistència és més curta que l'hipoclorit pel que no li confereix un poder desinfectant residual.
- Aigua electrolitzada que és un fort oxidant.
- Permanganat de potassi (KMnO₄) sobretot per desinfectar aquaris.
- Peroximonosulfat de potassi, mata bacteris, virus i fongs.

### Àcids
Els àcids generalment actuen per la seva reducció del pH: 
- Àcid peracètic contra microorganismes i no és desactivat per la catalasa ni la peroxidasa present en alguns patogens.
- Àcid làctic adequat pel medi ambient.
- Àcid perfòrmic és l'àcid perorgànic més simple i més potent. Format a partir de la reacció del peròxid d'hidrogen i àcid fòrmic, que reacciona amb més rapidesa i potència que l'àcid peracètic abans de descompondre's en aigua i diòxid de carboni. L'àcid perfòrmic és el biocida oxidant respectuós amb el medi ambient per a totes les aplicacions de desinfecció.

### Derivats clorats
Aquests contenen àtoms de clor units covalentment.
- Hipoclorit de sodi contingut en el lleixiu.
- Altres hipoclorits com l'hipoclorit de calci que es fan servir en piscines.
- Cloramina sovint usada en tractament d'aigua potable.
- Cloramina-T és antibacteriana.
- Diòxid de clor usat en aigua potable.

### Derivats fenòlics
- El fenol és un dels desinfectants més antics, és bastant corrosiu per la pell i potser carcinogen.
- Fenilfenol substitueix sovint el fenol.
- Cloroxilenol es fa servir en desinfectants domèstics.
- Hexaclorofè actualment prohibit.
- Timol, derivat del timó altrament dit farigola, és un desinfectant d'ampli espectre i ecològic.

### Compostos d'amoni quaternari
També anomenats "quats" com el clorur de benzalconi i altres que són considerats biocides.

## Toxicitat
Un estudi de l'any 2014 sostenia que l'ús de desinfectants de mans (que augmenta fins a 100 cops la penetració a la dèrmica de partícules lipofíliques) i el posterior contacte amb substàncies portadores de bisfenol A (BPA), com el paper imprès dels rebuts, l'orina o alguns aliments, estava relacionat amb un augment del risc de patir malalties i anormalitats sanitàries.